# 施特菲·克里格施泰因
施特菲·克里格施泰因（德語：Steffi Kriegerstein，1992年11月3日—），德国女子皮划艇运动员。她曾代表德国参加2016年夏季奥林匹克运动会皮划艇比赛，获得女子四人皮艇500米银牌。